# Briahna Joy Gray
Briahna Joy Gray (Washington D. C., 15 de agosto de 1985) es una abogada y comentarista política que fue asesora de comunicación de la campaña presidencial de Bernie Sanders en 2020. Gray es editora de Current Affairs y ella fue editora senior de política para The Intercept.    Ella es host de su propio podcast llamado Bad Faith y es co-host de la serie Rising de The Hill.  